# HD 52860
HD 52860，又名BD+47 1391，SAO 41538、HR 2645，是一颗恒星，视星等为6.38，位于銀經169.25，銀緯21.93，其B1900.0坐标为赤經6h 57m 39.2s，赤緯+47° 21.93′ 21″。